# Theodor Götze
Theodor Götze (* 28. Juni 1878 in Ratzeburg; † 27. Februar 1954 in Lauenburg) war ein deutscher Heimatforscher und Museumsgründer.

## Leben
Götzes Vater war Lehrer. Theodor Götze besuchte die Präparandenanstalt in Bad Oldesloe und anschließend das Lehrerseminar in Ratzeburg. Nach seinem Abschluss arbeitete er als Lehrer in Krümmel, Mölln und Kulpin, von 1903 bis 1920 dann in Buchhorst. Den Ersten Weltkrieg machte er als Soldat mit. Von 1920 bis zu seiner Pensionierung war Götze dann Lehrer und später Konrektor der Volksschule in Lauenburg.
Theodor Götze leitete von 1926 bis 1954 den Heimatbund und Geschichtsverein in Lauenburg. Er verfasste zahlreiche heimatkundliche Beiträge, die zum Beispiel in den „Lauenburgischen Heimatblättern“ und in der Wochenbeilage „Das Land an der Elbe“ erschienen. 1927 gründete er das Lauenburger Heimatmuseum, das er bis zu seinem Tod geleitet hat.
Götze starb an Lungenkrebs und ist auf dem Lauenburger Friedhof begraben. Nach ihm wurde die Götzestraße in Lauenburg benannt.

## Veröffentlichungen (Auswahl)
- Das Steinhorster Amt: Versunkenes und Verklungenes aus seiner Geschichte. Lauenburgischer Heimatverlag Freystatzky, Ratzeburg 1924 (Aus Lauenburgs Vergangenheit und Gegenwart; 1).
- Lauenburgs Schiffahrt: Blätter aus ihrer Vergangenheit. Borchers, Lauenburg 1925.
- Im Stecknitztal: Berkenthin-Krummesse. Freystatzky, Ratzeburg 1925 (Aus Lauenburgs Vergangenheit und Gegenwart; 2).
- Die Fürstengruft in der Maria-Magdalenen-Kirche zu Lauenburg. Borchers, Lauenburg 1926.
- Alte Spur im Hochzeitsbitterlied. In: Mitteilungen des Heimatbundes für das Fürstentum Ratzeburg. Bd. 15 (1933), Heft 2, S. 20–21.
- Wie Pastor Masch den Ratzeburger Bauer sah. In: Mitteilungen des Heimatbundes für das Fürstentum Ratzeburg. Bd. 15 (1933), Heft 3, S. 40–42.
- 300-Jahr-Feier der Schiffer-Brüderschaft Lauenburg an der Elbe: 1635–1935. Lauenburg ca. 1935.
- Die burgfreien Häuser in Ratzeburg. In: Lauenburgische Heimat. Bd. 11 (1935), Heft 2, S. 41–45.
- Otto Becker, einer der letzten Ratzeburger Domschüler. In: Mitteilungen des Heimatbundes für das Fürstentum Ratzeburg. Bd. 22 (1940), S. 17–20.